# دون ماغواير
دون ماغواير (بالإنجليزية: Don McGuire)‏ هو منتج أفلام وكاتب سيناريو وممثل أمريكي، ولد في 28 فبراير 1919 بشيكاغو في الولايات المتحدة، وتوفي في 13 أبريل 1999 بلوس أنجلوس في الولايات المتحدة.

## ترشيحات
- جائزة الأوسكار لأفضل كتابة، عن عمل: توتسي

## وصلات خارجية
- دون ماغواير على موقع IMDb (الإنجليزية)
- دون ماغواير على موقع ألو سيني (الفرنسية)
- دون ماغواير على موقع أول موفي (الإنجليزية)
- دون ماغواير على موقع قاعدة بيانات الأفلام السويدية (السويدية)
- دون ماغواير على موقع قاعدة بيانات الفيلم (الإنجليزية)
- دون ماغواير على موقع كينوبويسك (الروسية)